# Copa Tres Diamantes
La Copa Tres Diamantes es una competición de golf que se lleva a cabo en la ciudad de Barquisimeto, Venezuela, y que forma parte del Tour de las Américas. Su sitio de competición ha sido el Barquisimeto Country Club en todas las oportunidades.
Su primera edición se realizó en el 2006, pero ha servido como un evento clasificatorio para la Orden del Mérito desde el 2007. Se ha llamado al torneo como "Copa Tres Diamantes Mitsubishi" por motivos de patrocino.
El mayor ganador ha sido Sebastián Saavedra, en dos oportunidades.

## Ganadores
| Año  | Ganador            | Puntaje   |
| ---- | ------------------ | --------- |
| 2006 | Otto Solís         | 274 (-10) |
| 2007 | Sebastián Saavedra | 278 (-6)  |
| 2008 | Sebastián Saavedra | 206 (-7)  |
| 2009 | Paulo Pinto        | 274 (-6)  |